# Glenea rufopunctata
Glenea rufopunctata is een keversoort uit de familie boktorren (Cerambycidae). De wetenschappelijke naam van de soort is voor het eerst geldig gepubliceerd in 1907 door Gahan.